# Djibloho (prowincja)
Djibloho – jedna z ośmiu prowincji Gwinei Równikowej. Stolicą prowincji jest Oyala – miasto w budowie, które w przyszłości ma stać się stolica całego kraju. Została utworzona 3 sierpnia 2015 roku poprzez oddzielenie od dystryktu Añisok z prowincji Wele-Nzas. Prowincja składa się z jednego dystryktu Djibloho.